# 호 왕조
호 왕조(胡朝, 베트남어: Nhà Hồ / 胡朝, 1400년 ~ 1407년)는 베트남의 황조이다. 수도는 청화이다.

## 역사

### 건국

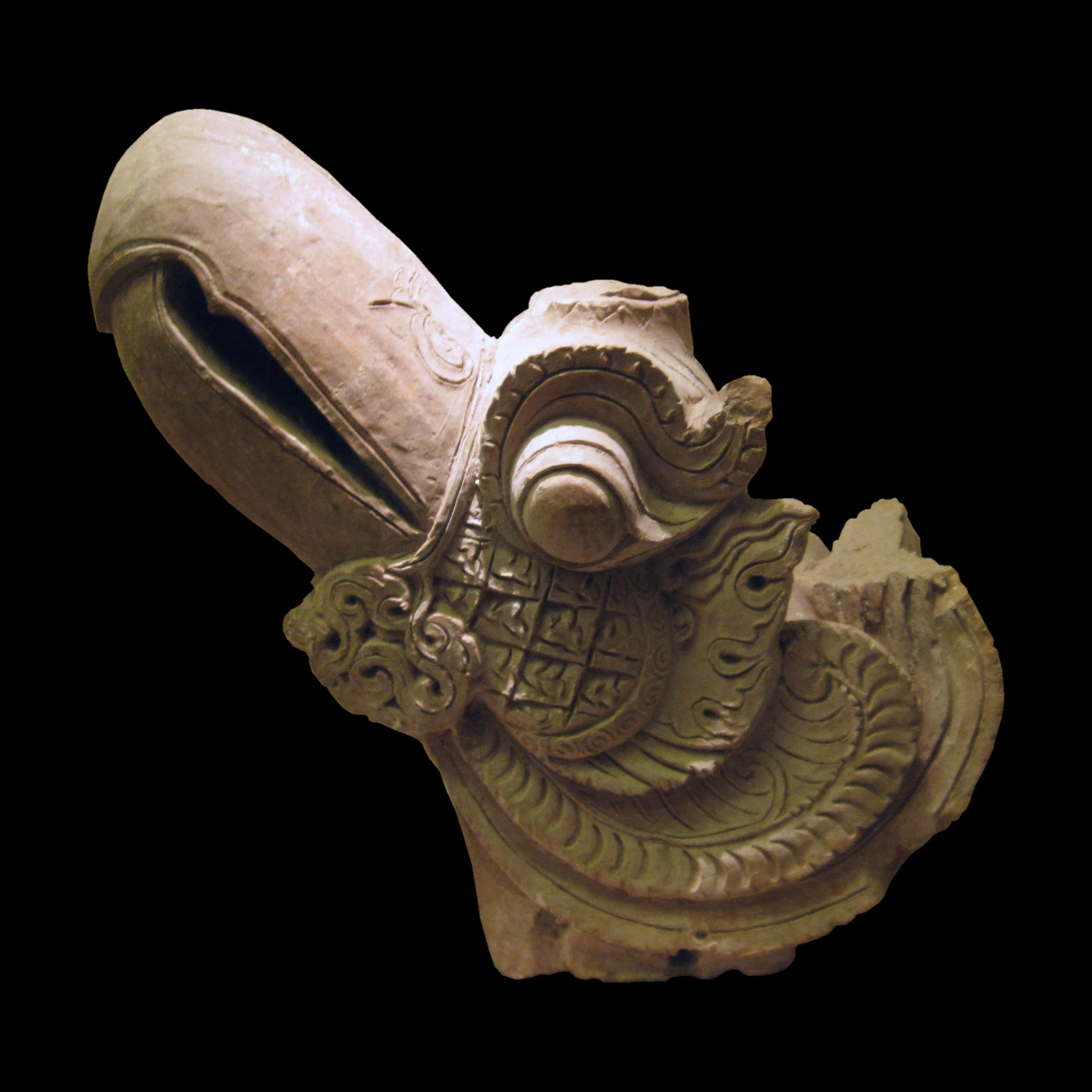

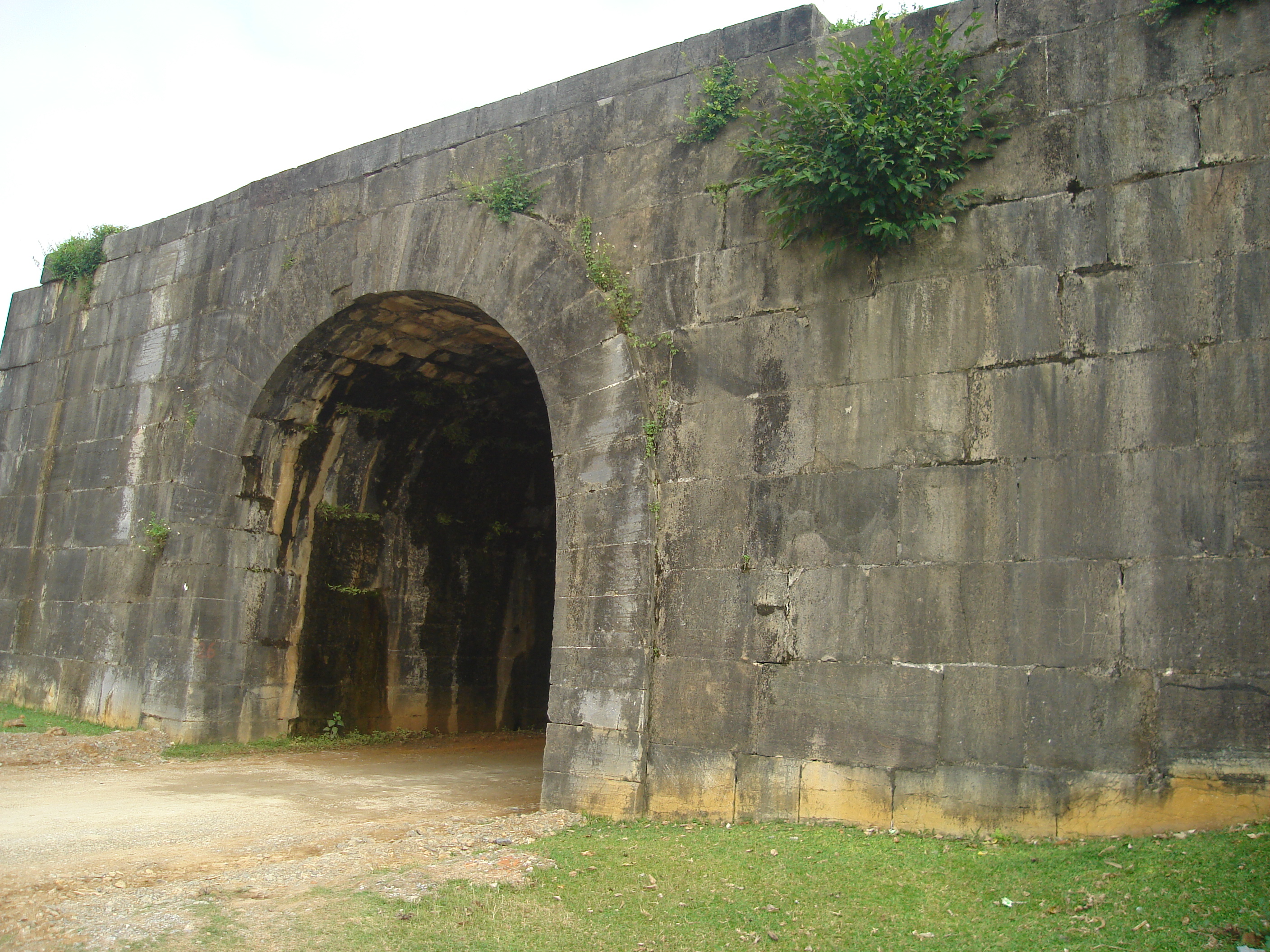

1225년에 건국한 쩐 왕조(陳朝)는 13세기까지는 유능한 황제나 일족(쩐흥다오) 등이 나타나서 나라를 잘 이끌었지만, 14세기 되어 무능한 황제가 나타나자 국내에서 황족이나 대신의 반란과 부패가 일어났다.
이러한 혼란속에 세력을 확장한 자가 호꾸이리(베트남어: Hồ Quý Ly / 胡季犛 호계리)이다. 그는 쩐 왕조가 시행한 과거제도로 선발된 관료와 손을 잡아 쩐 왕조 내부에서 교묘하게 세력을 확장하여, 제9대 황제 예종(陳藝宗)의 외척이 되어 그 신임을 받았다. 제10대 황제 예종(陳睿宗)이 참파와의 전쟁에서 전사하여 황제의 위신이 떨어지자, 1388년 제11대 황제 진현(陳晛)을 살해하여 스스로 사위인 순종(順宗)을 옹립 하였고, 재상으로서 실권을 잡았다.
1394년 상황(上皇)으로서 간신히 쩐 왕조를 지탱하고 있던 예종(藝宗)이 사망하자, 호꾸이리는 즉시 유력한 황족과 중신의 숙청을 시작하였다. 1398년에는 성인이 된 순종을 폐위시켜 죽이고, 나이가 어린 소제(少帝)를 옹립하였다. 1400년 결국에는 소제도 폐위시키고, 스스로가 황제로서 즉위하였다. 국호를 대우(大虞)라고 고치고 성을 여(레)씨(黎氏)에서 호씨(胡氏)로 바꿨다. 쩐 왕조는 멸망하여 호 왕조가 건국되었다.

### 멸망
호꾸이리는 숙청과 찬탈을 반복했기 때문에, 주위로부터의 원한과 반감을 사고 있었다. 이 때문에 쩐 왕조의 혈통이 있는 아들 호한창(胡漢蒼)에게 황위를 양위하여 상황이 되었다. 그러나 실권은 여전히 호꾸이리가 장악하고 있었다.
호꾸이리는 쩐 왕조와 같이 왕족들을 등용하면서도, 한편으로 구 체제의 폐해였던 귀족제도의 폐지나 과거제도의 새로운 개혁에 의한 유능한 인재의 등용, 군사력의 강화, 문예 장려, 호적 제도의 도입등 여러 가지 진보적 개혁을 진행시켰다.
그러나 중국 남부에서 세력 확대를 하고 있던 명나라의 영락제(永樂帝)는 쩐 왕조의 복권과 황족의 즉위를 요구하였다. 호꾸이리는 이것을 거절하여 영락제와 대립하였다. 이 때문에 명나라의 베트남 침공의 구실을 주어서, 1407년 명나라군의 침공을 받은 수도 타인호아는 함락되었다. 호꾸이리와 호한창 부자는 명나라군에 의해서 남경(南京)으로 호송되어 영락제에 의해서 처형되었다.
불과 2대 7년의 단명이었다.

## 역대 군주
| 대수 | 묘호                      | 시호                           | 휘                             | 연호                                                            | 재위 기간       |
| ---- | ------------------------- | ------------------------------ | ------------------------------ | --------------------------------------------------------------- | --------------- |
| 1    | 호 국조 (Quốc Tổ /胡國祖) | 장황제(Chương Hoàng Đế/章皇帝) | 호꾸이리 (Hồ Quý Ly /胡季犛)   | 타인응우옌(聖元) 1400년                                         |                 |
| 2    | -                         | 만황제(Vạn Hoàng Đế/卍皇帝)    | 호한창 (Hồ Hán Thương /胡漢蒼) | 티에우타인(紹成) 1401년 ~ 1402년 카이다이(開大) 1403년 ~ 1407년 | 1401년 ~ 1407년 |

## 같이 보기
- 호 왕조의 요새